# Pilomecyna excavata
Pilomecyna excavata är en skalbaggsart som beskrevs av Stefan von Breuning 1940. Pilomecyna excavata ingår i släktet Pilomecyna och familjen långhorningar.
Artens utbredningsområde är Madagaskar. Inga underarter finns listade i Catalogue of Life.